# 百万富翁足球俱乐部
百万富翁足球俱乐部（西班牙語：Millonarios Fútbol Club），常稱為百万富翁（Millonarios），哥伦比亚首都波哥大市的一个足球俱乐部。毒枭曾向百万富翁队大量投资，帮助该队在1987年和1988年连续夺得甲级联赛冠军。

## 荣誉
- 哥倫比亞足球甲級聯賽
  - 冠军(15)：1949, 1951, 1952, 1953, 1959, 1961, 1962, 1963, 1964, 1972, 1978, 1987, 1988, 2012, 2017
  - 亚军(9): 1950, 1956, 1958, 1967, 1973, 1975, 1984, 1994, 1995-96.

- 哥倫比亞盃
  - 冠军(4):1952-1953, 1956, 1963, 2011
  - 亚军(2): 1951-52, 2013